# Bécan (dessinateur)
Pour les articles homonymes, voir Bécan et Cahn.
Bécan, pseudonyme de Bernhard Cahn (francisé en Bernard Cahn), né le 8 mars 1890 à Stockholm et mort le 23 janvier 1943 à Paris, est un peintre, dessinateur, lithographe, aquafortiste et affichiste français.

## Biographie
Élève des Beaux-Arts et de Jules-Victor Verdier (1862-1926) qui le mènent à la gravure et aux émaux, il s'engage dans la Légion étrangère, puis collabore à un journal de poilus durant la Grande Guerre. Après 1918, il devient illustrateur et affichiste pour le cinéma et le théâtre. Son style sobre et incisif lui vaut de commencer une carrière féconde de caricaturiste et de dessinateur de presse.
Il débute comme dessinateur en 1917 au Carnet de la Semaine. Au début des années 1920, il participe aux journaux Le Rire, Le Grand Guignol, Le Canard enchaîné, Le Progrès civique, L'Œuvre ou Le Journal. Il est un portraitiste et un caricaturiste indulgent, ce dont il se justifiera lui-même en écrivant : « Quant à être méchant, dans la caricature de théâtre, comme certains cherchent à l'être, je n'en vois pas vraiment le but, alors que dans la caricature politique, cela se comprend très bien. Il vaut beaucoup mieux chercher à atteindre une vérité psychologique plutôt que de compter les rides ». L'historien Christian Delporte restitue, dans la salle des pas-perdus du Palais Bourbon en 1926, Édouard Herriot ou Aristide Briand posant volontiers pour cette « sorte d'aristocratie » que constituent quelques dessinateurs politiques - auxquels Delporte donne les noms de Bernard Bécan, Jean Sennep, Henri-Paul Deyvaux-Gassier, Raoul Cabrol, Henri-Gabriel Ibels et André Galland - « que l'on envie, que l'on admire, que l'on craint parfois aussi. Épiés dans leurs moindres gestes, à la tribune, sur leurs bancs de l'hémicycle ou dans les couloirs de la Chambre, les ministres et les députés ne savent plus s'ils doivent les éviter ou solliciter leur attention. Les dessinateurs forgent leur réputation ».
En tant qu'humoriste, Bécan expose au Salon des humoristes et au Salon des Dessinateurs parlementaires ; en tant que peintre, lithographe, aquafortiste, il expose au Salon des indépendants. Il réalise des couvertures de livres, illustrant ainsi Louis Delluc, Maurice Dekobra, Georges Simenon, Henri Béraud, Paul Morand, Joseph Kessel et René Jeanne.
En 1940, il dessine les titres et les vignettes d'Aujourd'hui. Juif, il est persécuté par les nazis et le régime de Vichy sous l'Occupation. Se sentant particulièrement humilié de porter l'étoile jaune, il se laisse mourir de faim trois ans avant la fin de la Seconde Guerre mondiale. Yvon Bézardel évoque ainsi sa fin de vie : « Pauvre Bécan, dont l'art consistait à égayer les autres ! Jusqu'à l'Occupation, nul ne s'était jamais avisé de son origine juive et rien au monde ne le menaçait. Une fois Paris sous la botte, il se mit à redouter tellement la Gestapo qu'il n'osa plus se risquer au dehors et demeura enfermé chez lui. Il ne dormait plus. Le hasard ayant voulu que son logement ouvrît sur le toit d'un immeuble voisin, le malheureux se tenait toujours prêt à gagner ce toit et à se jeter dans le vide, à la moindre alerte. Par crainte de surprise, il guettait auprès d'une fenêtre toujours ouverte, par laquelle pénétraient l'air et l'humidité du dehors. Ainsi cet humoriste était mort de froid, sa fin n'avait même pas été tragique, mais misérable ».
Il meurt le 23 janvier 1943 en son domicile dans le 9e arrondissement de Paris, et, est inhumé au Cimetière du Père-Lachaise (96e division).

## Œuvre

### Affiches

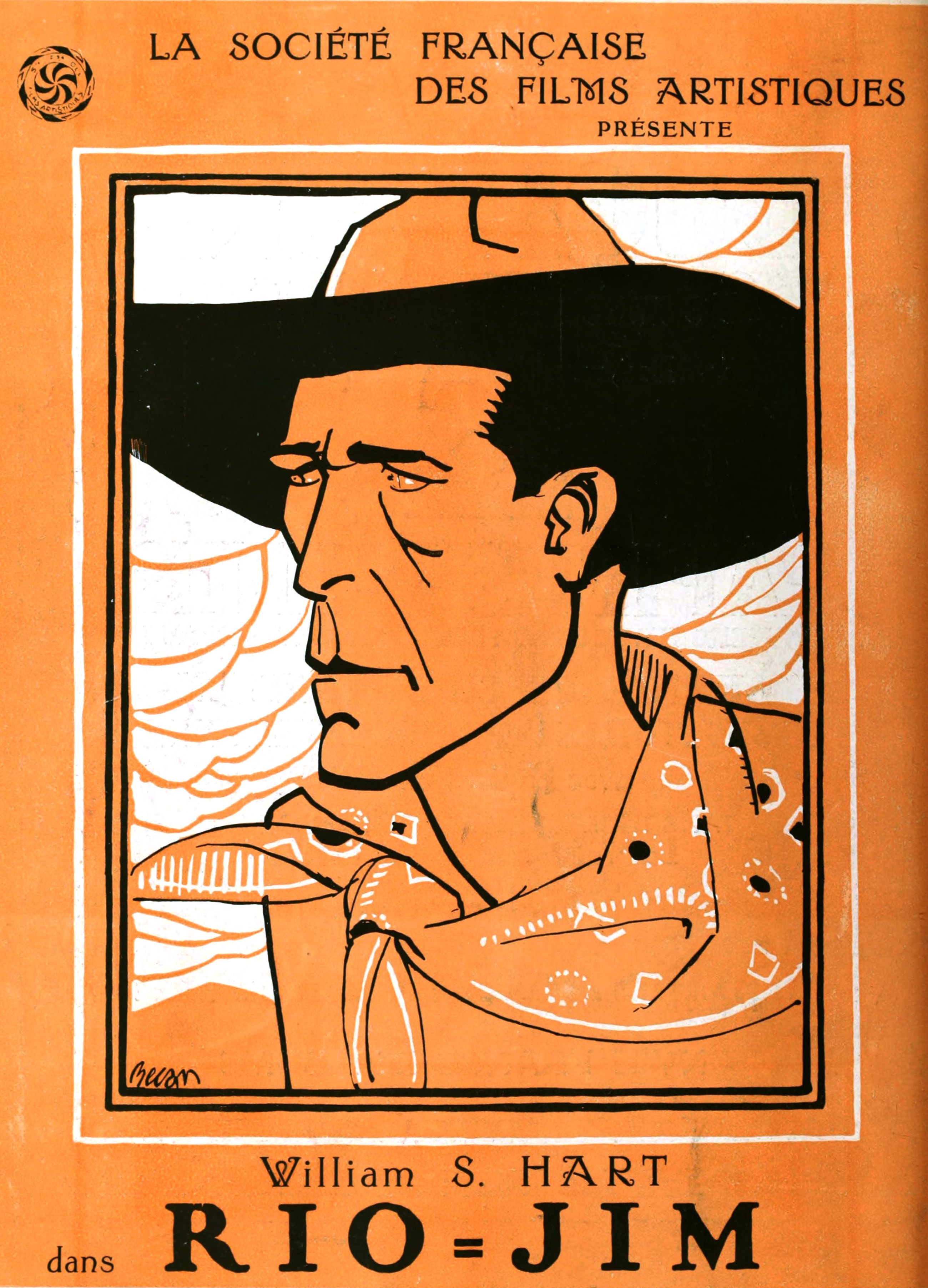
Affiche (1923) pour Rio Jim et William S. Hart.

- Affiche lithographique pour la promotion du livre de H.G. Wells La grande paix, 1917.
- Affiche pour les pianos Érard : la pianiste Lucie Caffaret, 1920.
- Affiche du film Fièvre de Louis Delluc, avec Ève Francis, 1921.
- Affiche du film Les ailes s'ouvrent de Jacques de Wissant, scénario de Guy du Fresnay, Compagnie française des films artistiques Jupiter, 1921.
- Affiche du film Fatty coureur de dot de Roscoe Arbuckle, Société française des films artistiques, 1921[9].
- Addiche du film La Femme de nulle part de Louis Delluc, avec Ève Francis, 1922.
- Affiche du film Rio Jim, le fléau du désert de William S. Hart, Société française des films artistiques, 1923[10].
- Affiche du Salon des humoristes, vers 1924[11].
- Affiche lithographique pour la promotion de la comédienne Ève Francis, 1927[12].
- Affiche À mérite égal, instruction égale pour le Parti républicain, radical et radical-socialiste, élections législatives d'avril 1928.
- Affiche du film L'Équipage de Maurice Tourneur, 1928.
- Affiche Le sourire de Paris - Paris, le monde et la ville, 1928.
- Affiche de la pièce Knock ou le Triomphe de la médecine de Jules Romains, avec Louis Jouvet, Théâtre de l'Athénée, Paris, 1936[13].

### Illustrations

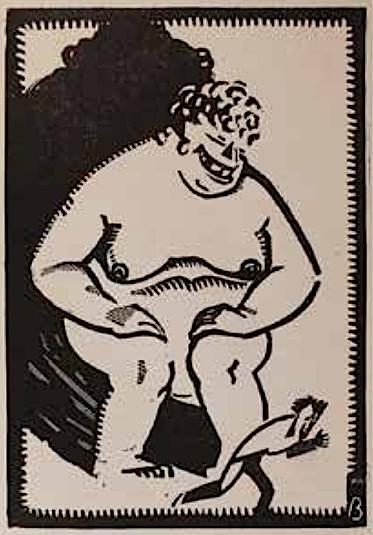
La Bêtise (1923), lithographie.

- Roger Dévigne, Le cheval magique, poèmes, vignettes et culs-de-lampe par Bernard Bécan et Carlègle, 300 exemplaires constituant l'édition originale, L'Encrier, Paris, 1924.
- Gaston Leroux, La farouche aventure ou la coquette punie, couverture illustrée par Bernard Bécan, Gallimard, 1925.
- Georges-Gustave Toudouze, Les aventuriers de la science : L'homme qui volait le Gulf Stream, couverture illustrée par Bernard Bécan, Gallimard, 1925.
- Jean d'Hourec, La fille au masque pourpre, couverture illustrée par Bernard Bécan, Gallimard, 1925.
- Paul Cartoux et Henri Decoin, Le roi de la pédale, illustrations de Becan, NRF, 1925
- Maurice Schneider et M.-C. Poinsot, Sémiramis, reine de Babylone, couverture illustrée par Bernard Bécan, Gallimard, 1926.
- Joseph Kessel, Le triplace, burin original de Bernard Bécan, édition originale de vingt exemplaires numérotés sur papier Japon, Éditions Marcelle Lesage, 1926.
- Georges-Gustave Toudouze, Les aventuriers de la science : l'éveilleur de volcans, couverture illustrée par Bernard Bécan, Gallimard, 1927.
- Henry Clérys, Naïlé Hanoum, capitaine turc, couverture illustrée par Bernard Bécan, Gallimard, 1927.
- René Girardet, L'étrange Monsieur de Lorgemont, couverture illustrée par Bernard Bécan, Gallimard, 1927.
- Jean Fournier, Iggins & Co, couverture illustrée par Bernard Bécan, Gallimard, 1927.
- Joseph Kessel, La folie du sage, burin original en frontispice par Bernard Bécan, Éditions Marcelle Lesage, 1927.
- Louis Roubaud, 36, quai des Orfèvres, bois original de Bernard Bécan en couverture, Les Éditions de France, Paris, 1927.
- Pierre Daye, La Chine est un pays charmant, illustrations de Bernard Bécan, Les Éditions de France, 1927.
- Gustave Le Rouge, Le secret de la marquise, couverture illustrée par Bernard Bécan, Gallimard, 1928.
- A.E.W. Mason, Le reflet dans la nuit, couverture illustrée par Bernard Bécan, Gallimard, 1928.
- Charles-Antoine Gonnet, Sur la piste blanche, couverture illustrée par Bernard Bécan, Gallimard, 1928.
- Vera Krijanovskaia, L'élixir de longue vie - Les immortels sur terre, couverture illustrée par Bernard Bécan, Gallimard, 1928.
- Gaston Le Rouge, Une mission secrète, couverture illustrée par Bernard Bécan, Gallimard, 1928.
- Albert-Jean, La proie de l'homme, couverture illustrée par Bernard Bécan, Gallimard, 1928.
- S.S. Van Dine, La mystérieuse affaire Benson, couverture illustrée par Bernard Bécan, Gallimard, 1928.
- Paul Morand, Le peuple des étoiles filantes, portrait par Bernard Bécan, À la lampe d'Alladin, Liège, 1928.
- Paul Morand, Charleston U.S.A., lithographie originale par Bernard Bécan, À la lampe d'Alladin, 1928.
- H.J. Magog, Trois Ombres sur Paris, couverture illustrée par Bernard Bécan, Gallimard, 1929.
- Erich Maria Remarque, À l'Ouest, rien de nouveau, dessin de couverture par Bernard Bécan, Stock, 1929.
- Louis Roubaud, Music-hall, illustrations de Bécan, Éditions Louis Querelle, Paris, 1929.
- René Jeanne, Cinéma, amour et Cie, Éditions Louis Querelle, Paris, 1929.
- Bernard Bécan (introduction d'André Lang), Gueules classées - Trente masques, trente-quatre planches et une eau-forte de l'auteur, Éditions Louis Querelle, Paris, 1930.
- Bennett J. Doty, La légion des damnés, illustrations de Bernard Bécan, Stock, 1930.
- Charles Oulmont, Paris, ce qu'on y voit, ce qu'on y netend, cinquante-six illustrations par Bernard Bécan, Berger-Levrault, 1931.
- Georges Simenon, Les Fiançailles de monsieur Hire, jaquette de l'édition originale dessinée par Bernard Bécan, Arthème Fayard, 1933.
- Georges Simenon, Le Coup de lune, jaquette de l'édition originale dessinée par Bernard Bécan, Arthème Fayard, 1933.
- Georges Simenon, La Maison du canal, jaquette de l'édition originale dessinée par Bernard Bécan, Arthème Fayard, 1933.
- Georges Simenon, L'Écluse numéro 1, jaquette de l'édition originale dessinée par Bernard Bécan, Arthème Fayard, 1933.
- Georges Simenon, L'Âne rouge, jaquette de l'édition originale dessinée par Bernard Bécan, Arthème Fayard, 1933.
- Georges Simenon, Les Gens d'en face, jaquette de l'édition originale dessinée par Bernard Bécan, Arthème Fayard, 1933.
- Georges Simenon, Le Haut Mal, jaquette de l'édition originale dessinée par Bernard Bécan, Arthème Fayard, 1933.
- Georges Simenon, L'Homme de Londres, jaquette de l'édition originale dessinée par Bernard Bécan, Arthème Fayard, 1933.
- Georges Simenon, Maigret, jaquette de l'édition originale dessinée par Bernard Bécan, Arthème Fayard, 1934.
- Maurice Maeterlinck, Printemps du monde, portrait en frontispice par Bernard Bécan, Dynamo, Pierre Aelberts, Liège, 1949.
- René Leibowitz, Scènes de la vie musicale aux U.S.A., couverture art-déco de Bernard Bécan, Dynamo, Pierre Aelberts, Liège, 1950.
- Henri Béraud, Les horreurs de la paix, soixante dessins par Bernard Bécan, Éditions Le Merle blanc, 1922, réédition incluant une notice sur les relations entre Henri Béraud et Bernard Bécan, Les amis d'Henri Béraud, 2001.

### Dessins de presse
- Dessin pour l'hebdomadaire Le Progrès civique, « Benito Mussolini » (no 350, 1er mai 1926).
- Illustrations de couvertures de l'hebdomadaire Les Hommes du jour, Éditions Henri Fabre, avec les portraits de Cécile Sorel (no 36, 1933, texte de Robert Cardinne-Petit), Francis de Croisset (no 47, 1933, texte de Guy Dornand), Henry Bernstein (no 50, 1933, texte de Robert Cardinne-Petit), Marcel Prévost (no 55, 1933, texte de Guy Dornand), François Mauriac (n°56, 1933, texte d'Auzon), Paul Fort (no 58, 1933, texte de Georges Delaquys), Colette (no 63, 1933, texte de Georges Delaquys), Henri de Régnier (no 68, 1933, texte de Louis Lévy), Henri Béraud (no 76, 1934, texte de Lombard), Harry Baur (nouvelle série no 5, 1935, texte de Guy Dornand).

### Dessins de portraits
- Suzanne Bianchetti, Charlie Chaplin, Jean Cocteau[15].

### Peinture
Les toiles de Bécan, des paysages, sont rares et suggèrent des vues du Pays basque.

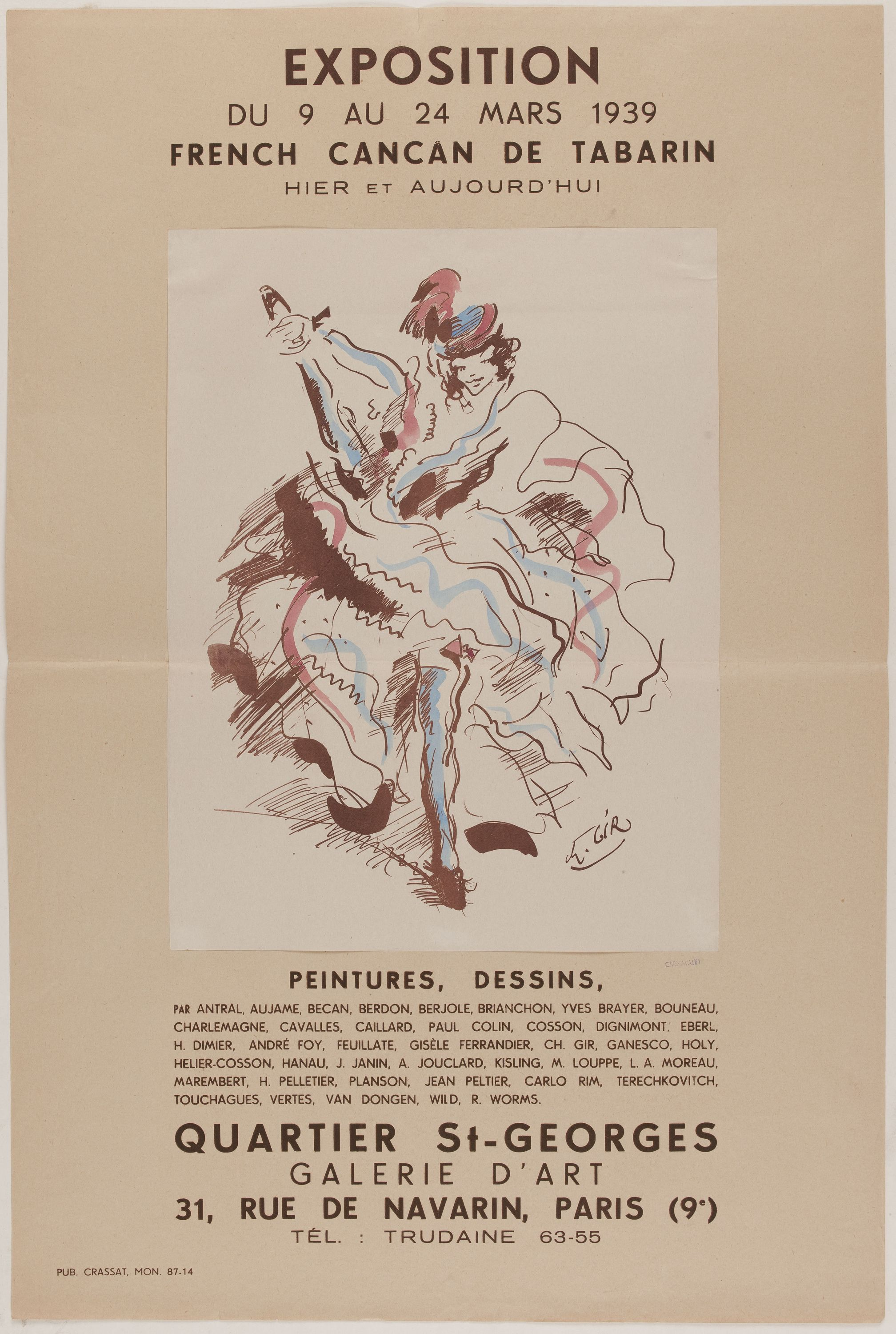
French Cancan de Tabarin hier et aujourd'hui, affiche, 1939

## Expositions
- Salon des humoristes, à partir de 1919.
- Salon des arts décoratifs, 1925.
- Salon des Tuileries, de 1929 à 1932.
- French Cancan de Tabarin hier et aujourd'hui, Galerie d'art du quartier Saint-Georges, 31, rue de Navarin, Paris, mars 1939.

## Réception critique
- « Son crayon, qu'il emploie d'une main sûre à fouiller le caractère et les traits d'un visage, a du mordant, de la force, une agréable vivacité et ce tour net et prompt où nous reconnaissons tout de suite la signature. » - Francis Carco[3]
- « Bécan est avant tout un croquiste. Il semble qu'il ne veuille point perdre une minute, et il parvient dans le minimum de temps, avec le minimum de lignes, à produire le maximum d'effets. Et sa manière précise, sans sécheresse, synthétique et sans mollesse, ses hachures solides, brèves, sans inutilité, lui permettent merveilleusement les notations en quelques traits, l'esquisse d'un mouvement fugitif mais expressif, et d'indiquer une attitude ou de suggérer un caractère significatif. » - Louis Chéronnet[16]
- « Il faut donner une mention particulière aux couvertures composées par Bécan. Son esprit, où se mêlent curieusement l'analyse et la synthèse, s'y donne libre cours. Le livre est haché, disséqué, réduit à ses éléments essentiels qui, tous, par un trait, par une silhouette, par une touche de couleur, un rappel toujours significatif, se juxtaposent en un ensemble papillotant et cependant harmonieux. Il n'est presque plus besoin de lire le livre, tant la couverture le résume parfaitement. C'est du meilleur "simultanéisme". » - Robert Burnand[17]
- « Il laisse surtout de nombreuses caricatures hâtivement jetées au crayon - souvent sur des nappes de restaurants - notations psychologiques d'une intelligence acerbe sur ces "contemporains majeurs" qu'il fréquentait quotidiennement. » - Gérald Schurr[15]
- « Ses dessins soulignent des situations ou des comportements originaux, le plus souvent caricaturaux... Son style se reconnaît par ses traits dynamiques et ses effets contrastés de lumière. » - Frank Claustrat et Alain Pizerra[2]

## Musées et collections publiques

### France
- Cabinet des estampes de la Bibliothèque nationale de France, Paris.
- Bibliothèque historique de la ville de Paris, dessin.
- Fonds d'art contemporain - Paris Collections, Paris :
  - Passages, aquarelle 32x24cm, vers 1950[18] ;
  - Paysage basque, aquarelle 21x28,5cm[19].
- Musée Carnavalet, affiche du Salon des humoristes[11].
- Cinémathèque française, Paris[12].
- Fonds national d'art contemporain, Puteaux, Pelote basque, burin 45x63cm[20].
- Musée Tomi-Ungerer – Centre international de l'illustration, dessins pour La Tribune :
  - Déséquilibres, dessin 23,9x31,5cm[21] ;
  - Le raccomodeur de porcelaine, dessin 24,3x30,7cm[22] ;
  - Noël fasciste, dessin 24,3x30,2cm[23] ;
  - Prétentions, dessin 23,8x33,2cm[24] ;
  - Kidnapping, dessin 29,4x30,7cm[25] ;
  - Astrologie du Franc, dessin 23,8x30,4cm[26] ;
  - Œufs de Pâques, dessin 23,8x30,5cm[27] ;
  - Me voilà encore remis à neuf !, dessin 22,2x30,5cm[28] ;
  - Alors, tu ne veux pas lutter pour la cause commune ? - Si, mais pas pour la cause communiste !, dessin24x31,5cm[29] ;
  - Les inconnus, dessin 23,7x29,3cm[30] ;
  - Est-ce que tu deviendrais conservateur ?…, dessin 22,6x28,2cm[31] ;
  - La machine infernale, dessin 22,6x28,3cm[32] ;
  - Paraît que dans le prochain train de décrets, il y aura des bateaux… des vrais !, dessin 22,7x28,2cm[33] ;
  - Là aussi il s'agit de tenir pendant le premier quart d'heure. - Oui, et ce sera le quart d'heure de Rabelais., dessin 24,3x32,1cm[34] ;
  - Rien à faire, beaux masques, je vous connais, dessin 23,9x30,6cm[35] ;
  - Eux, ils n'ont pas eu besoin de Moscou pour former un Rassemblement populaire !, dessin 23x30,5cm[36];
  - C'est une course de vitesse ? - Non, c'est une course de "fonds", dessin 24x30,3cm [37];
  - Je suis à votre disposition, camarades syndicalistes ! - Merci Staline, nous n'avons pas besoin d'être remorqués[38].
- Musée des beaux-arts de Tours, dessins et estampes.

### Royaume Uni
- Victoria and Albert Museum, Londres, affiche lithographique pour la promotion du livre La grande paix de H.G. Wells, 1917.